# 涅莫德林

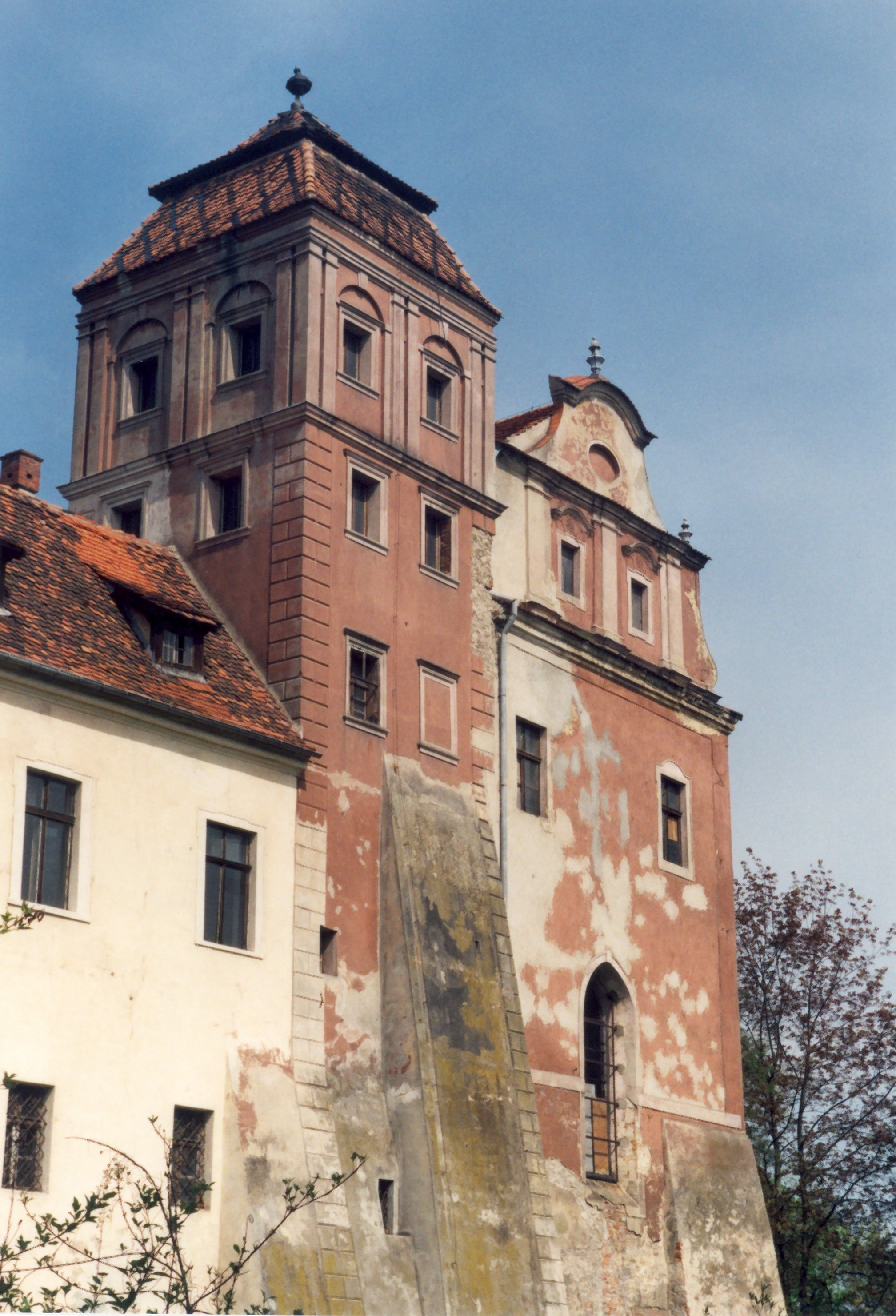

涅莫德林，德语：Falkenberg。是波蘭的城鎮，位於該國西南部，距離首府奧波萊25公里，由奧波萊省負責管轄，面積13.11平方公里，海拔高度177米，鎮上的城堡建於1313年，2006年人口6,849。

## 外部連結
- Jewish Community in Niemodlin （页面存档备份，存于） on Virtual Shtetl

50°38′40″N 17°37′00″E / 50.64444°N 17.61667°E